# Rue de Longchamp (Neuilly-sur-Seine)
Pour les articles homonymes, voir Rue de Longchamp.
La rue de Longchamp est une voie de la commune de Neuilly-sur-Seine (département des Hauts-de-Seine).

## Situation et accès
Longue d’environ 1 200 mètres, la rue de Longchamp débute avenue Charles-de-Gaulle et finit boulevard Richard-Wallace.
Elle est rejointe ou traversée par plusieurs voies. On relève, du nord au sud :
côté pair
- rue Casimir-Pinel,
- villa Neufchâteau,
- rue de Longpont,
- rue Victor-Daix,
- rue Frédéric-Passy,
- rue du Bois-de-Boulogne,
- rue du Centre,
- rue de la Ferme,
- villa des Peupliers,
- rue Ernest-Deloison.

côté impair
- rue Charcot,
- rue du Général-Henrion-Bertier,
- villa de Madrid (voie privée),
- rue Alexandre-Bertereau,
- rue du Bois-de-Boulogne,
- rue du Centre,
- villa Léonard-de-Vinci,
- rue de la Ferme,
- place de Bagatelle.

Le quartier est desservi par la ligne 1 à la station Pont de Neuilly.

## Origine du nom
Le nom de la rue évoque l’ancien chemin vicinal no 15 de Neuilly à Boulogne, dit chemin de long champ.
Dans cette direction, vers le sud, se trouvait jusqu'à la Révolution l'abbaye royale de Longchamp.

## Historique

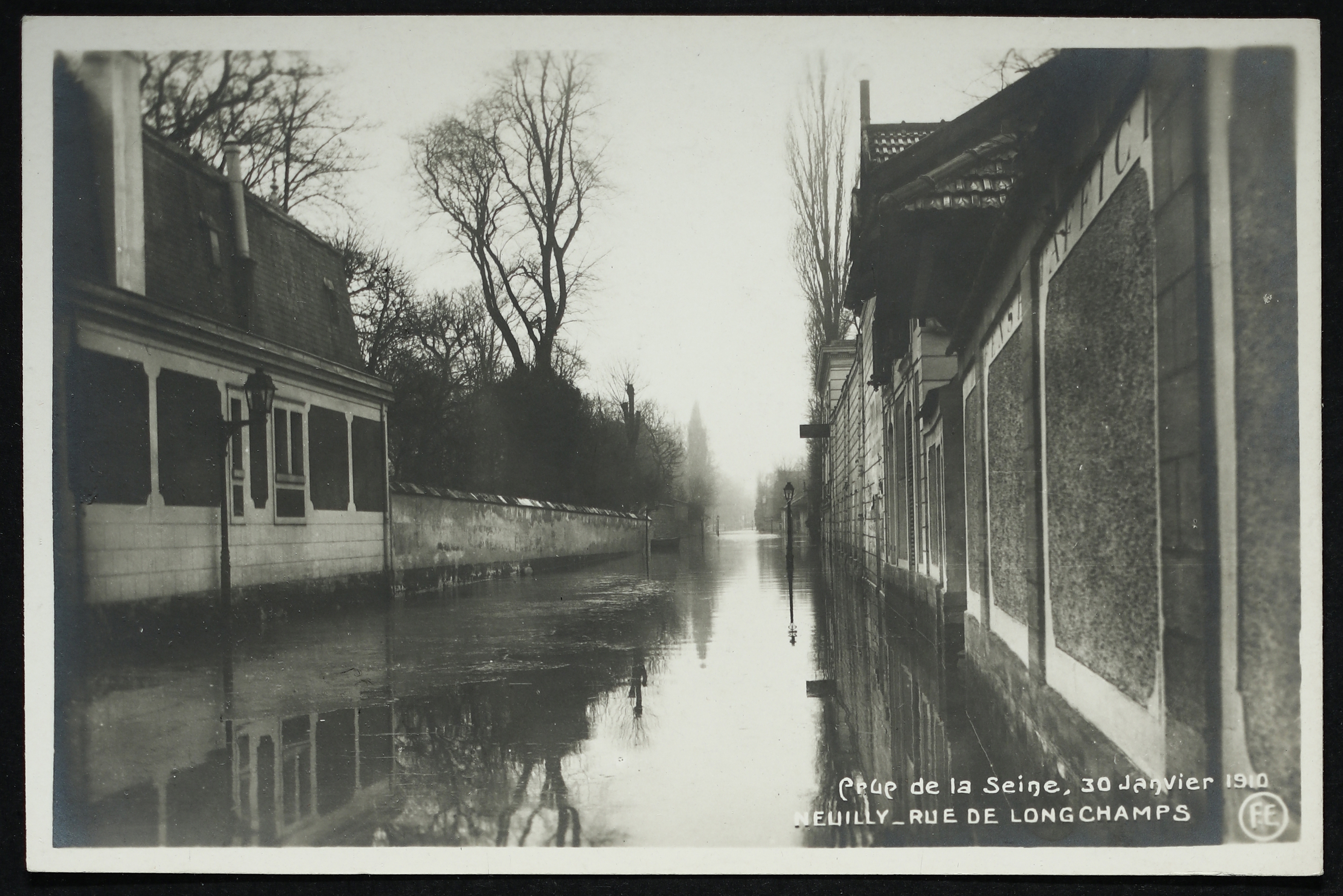
Carte postale - Neuilly-sur-Seine - Crue de la seine - 30 Janvier 1910 - rue de Longchamp.

La rue est inondée lors de la crue de la Seine de 1910.

## Bâtiments remarquables et lieux de mémoire
- No 29 : immeuble construit en 1928 par les architectes Gevrey et Périllard, signé en façade.
- No 31 : entrée de la villa de Madrid (voie privée).
- No 32 : maison d’époque Restauration de deux étages, avec un jardin. En 1857, l'écrivain Théophile Gautier quitte la rue de la Grange-Batelière à Paris et s'installe ici avec sa compagne Ernesta Grisi et ses deux filles. Il y publie en particulier Le Roman de la momie (1858), Le Capitaine Fracasse (1863) et Voyage en Russie (1866), et y reçoit, entre autres, Charles Baudelaire, Alexandre Dumas et Gustave Flaubert. La maison est endommagée durant la Commune de Paris, en 1871, période durant laquelle il s'était réfugié à Versailles. Revenu au printemps, il y meurt en 1872. Une plaque commémorative lui rend hommage[2],[3]. En 1929, il est envisagé de la démolir[4].
- No 39 : collège public Théophile-Gautier.
- No 41 : lycée public La Folie Saint-James, fondé en 1959. Les bâtiments ont été reconstruits en 2006. Il doit son nom à sa proximité avec la Folie Saint-James[5].
- No 50 : immeuble construit en 1914 par l’architecte Joachim Richard, signé en façade.
- No 80 : à cette adresse résidait en 1944 André de Craponne, résistant tué en 1944 à l'âge de 23 ans dans le quartier, boulevard Richard-Wallace, où une plaque commémorative lui rend hommage (no 17)[6].
- No 81 bis : maisons Jaoul construites par l’architecte Le Corbusier de 1953 à 1955[7]. À l’origine, elles sont destinées à André Jaoul et à son fils Michel. En 1966, elles sont inscrites, partiellement, MH[8]. Propriétés privées, elles sont parfois visitables lors des Journées du patrimoine.
- No 83 : ancien hôtel particulier du couturier Jean-Charles Worth, construit en 1930 par les architectes Jean Fidler et Alexandre Poliakoff[9].
- No 94 ter : une plaque commémorative rend hommage à Raymond Berna, de Puteaux, FFI de 20 ans tué le 31 août 1944 durant les combats pour la Libération[10].
- No 141 : l'actrice Edwige Feuillère (1907-1998) y demeure à son décès[11].

### Bâtiments démolis
- No 54 : dans les années 1900 se trouve à cette adresse le fronton basque de Saint-James, où sont régulièrement organisés des matches de pelote basque[12],[13].

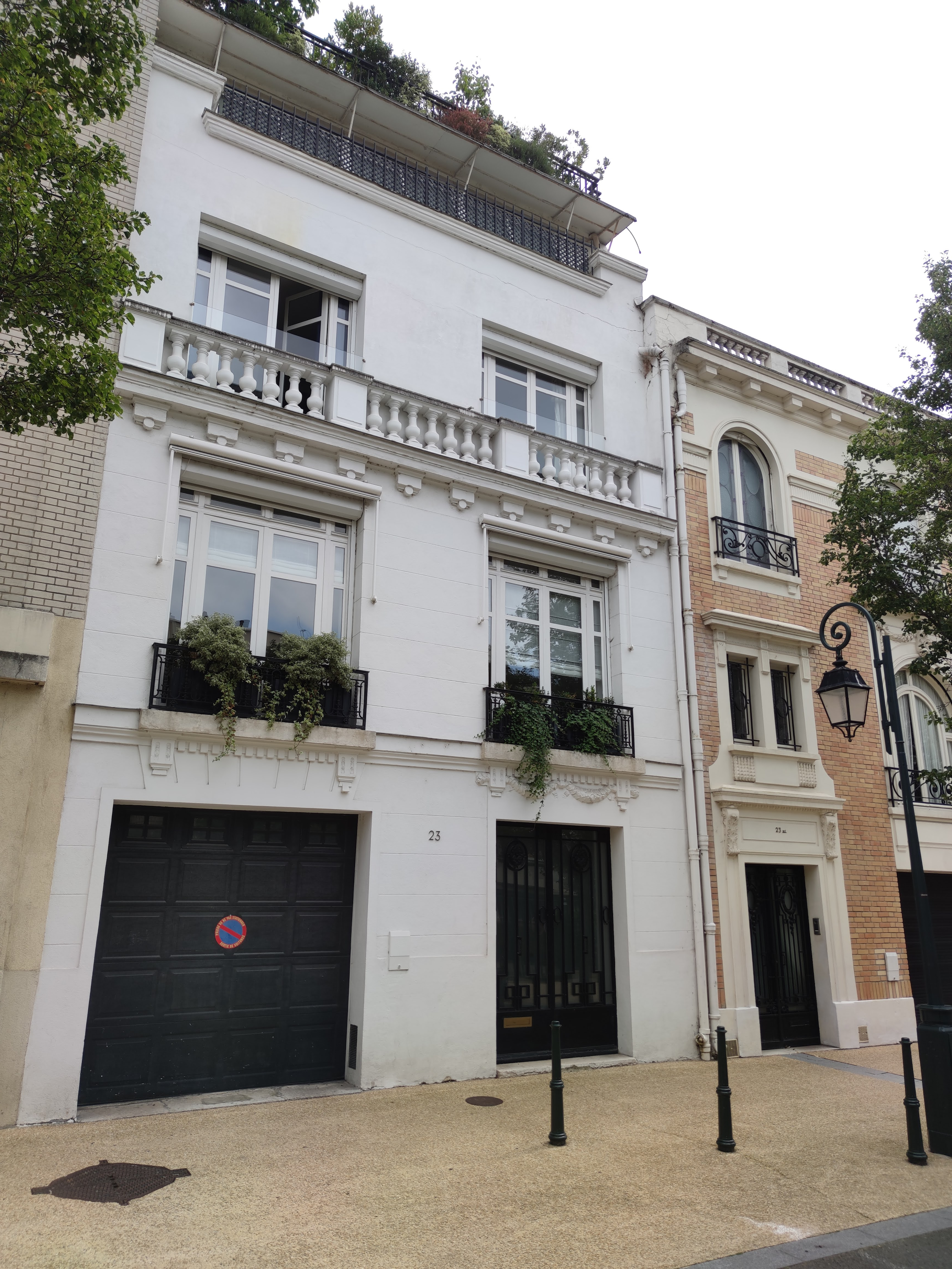
No 23.
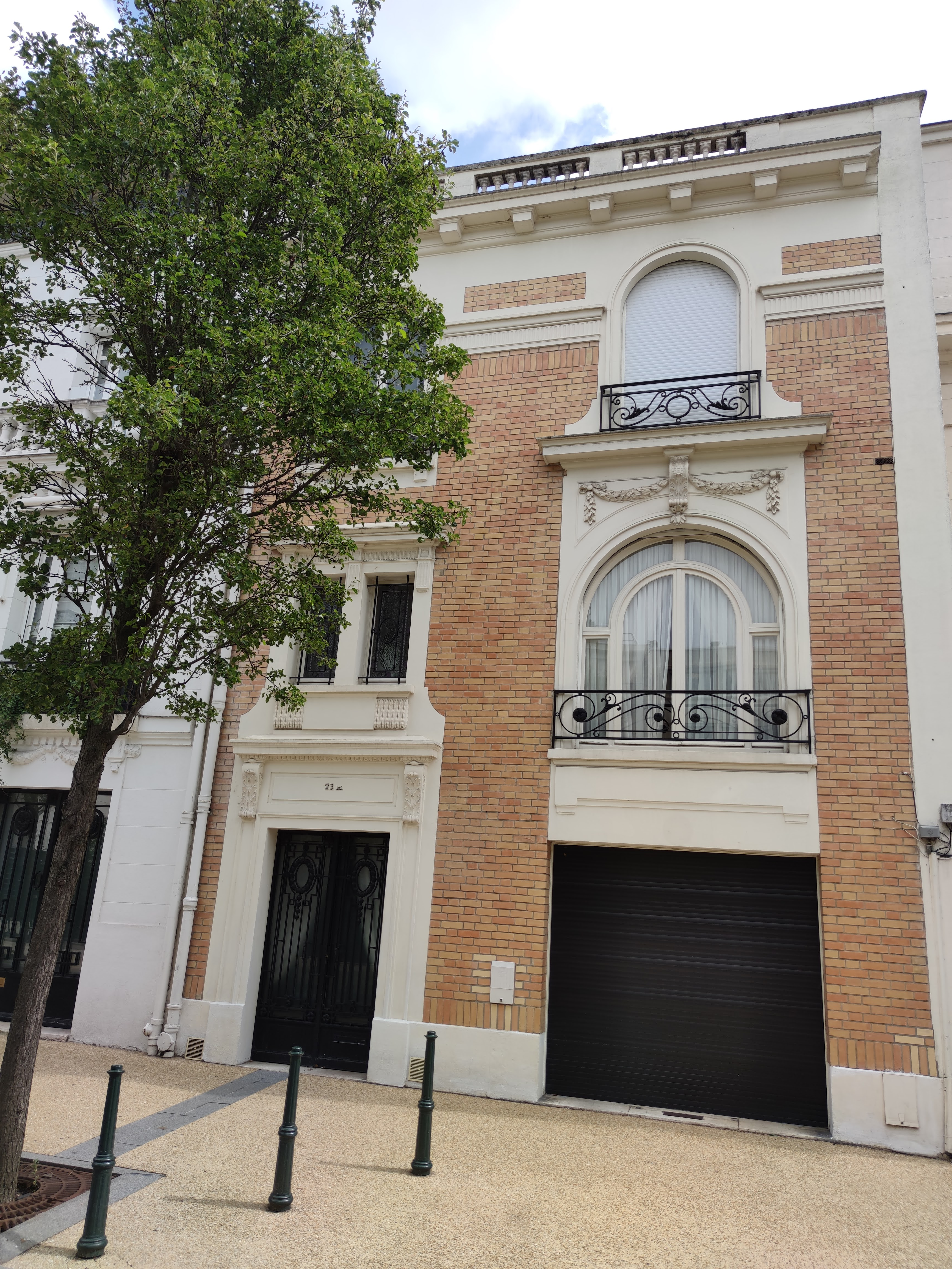
No 23 bis.
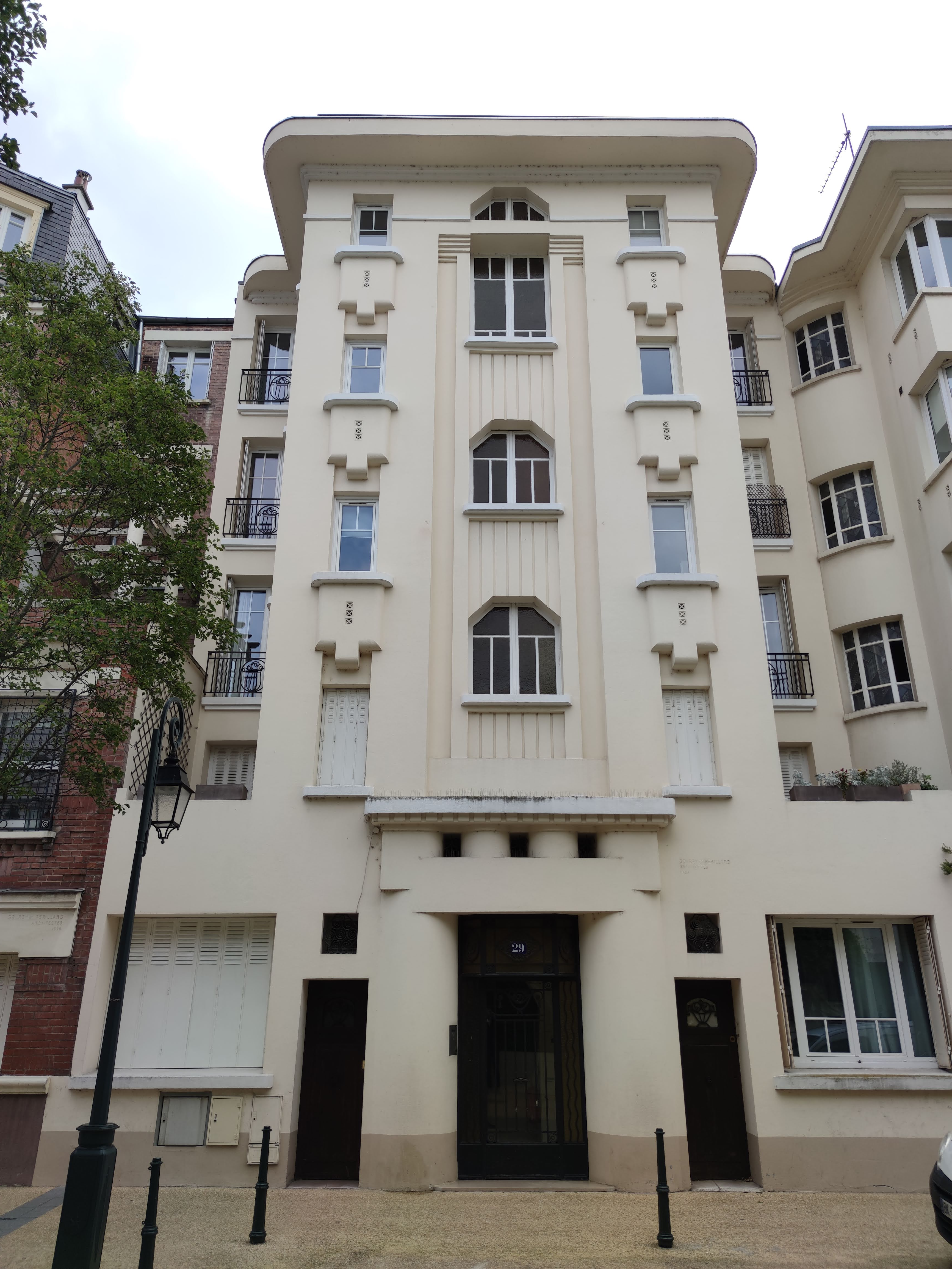
No 29.
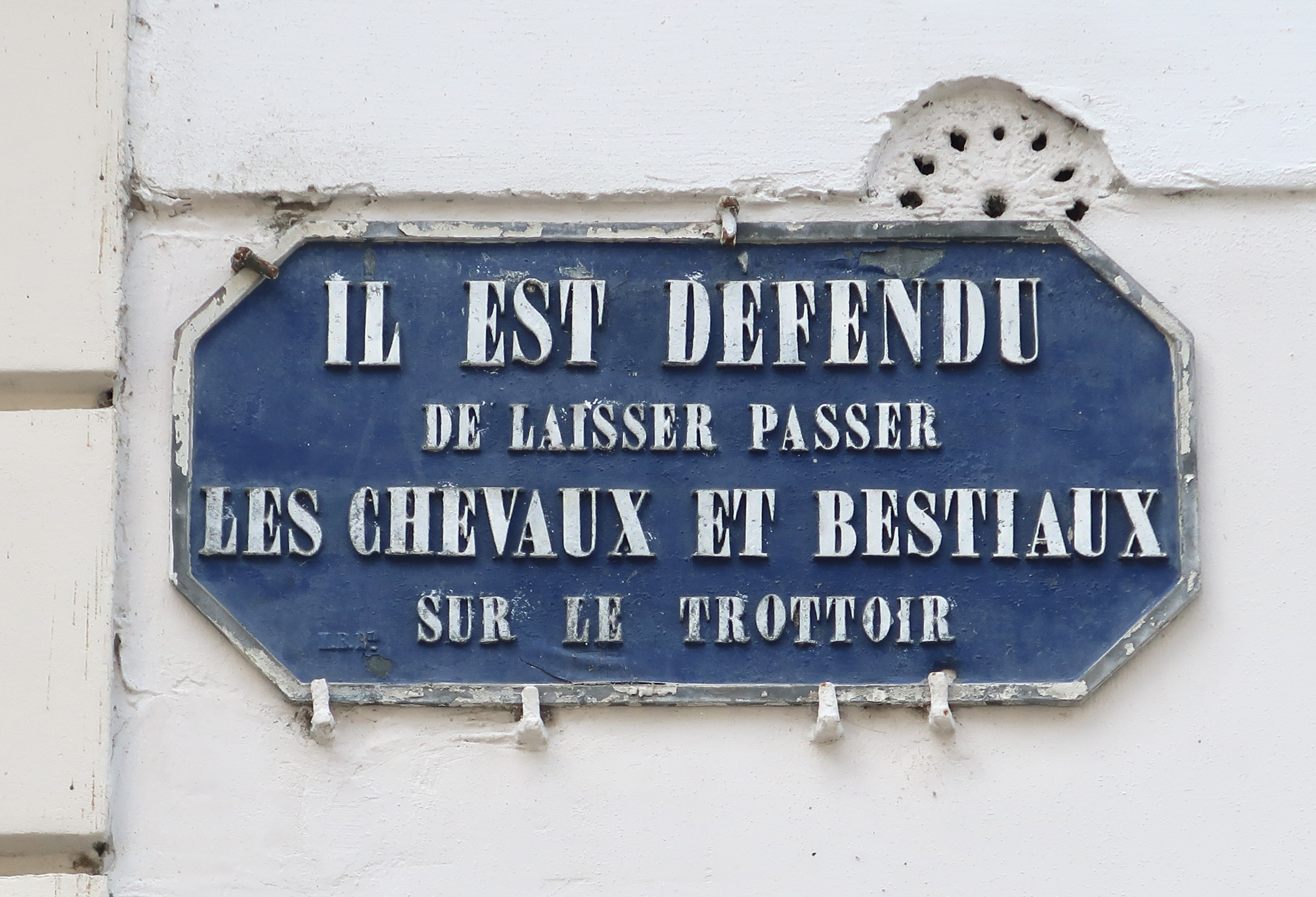
No 32 : plaque.
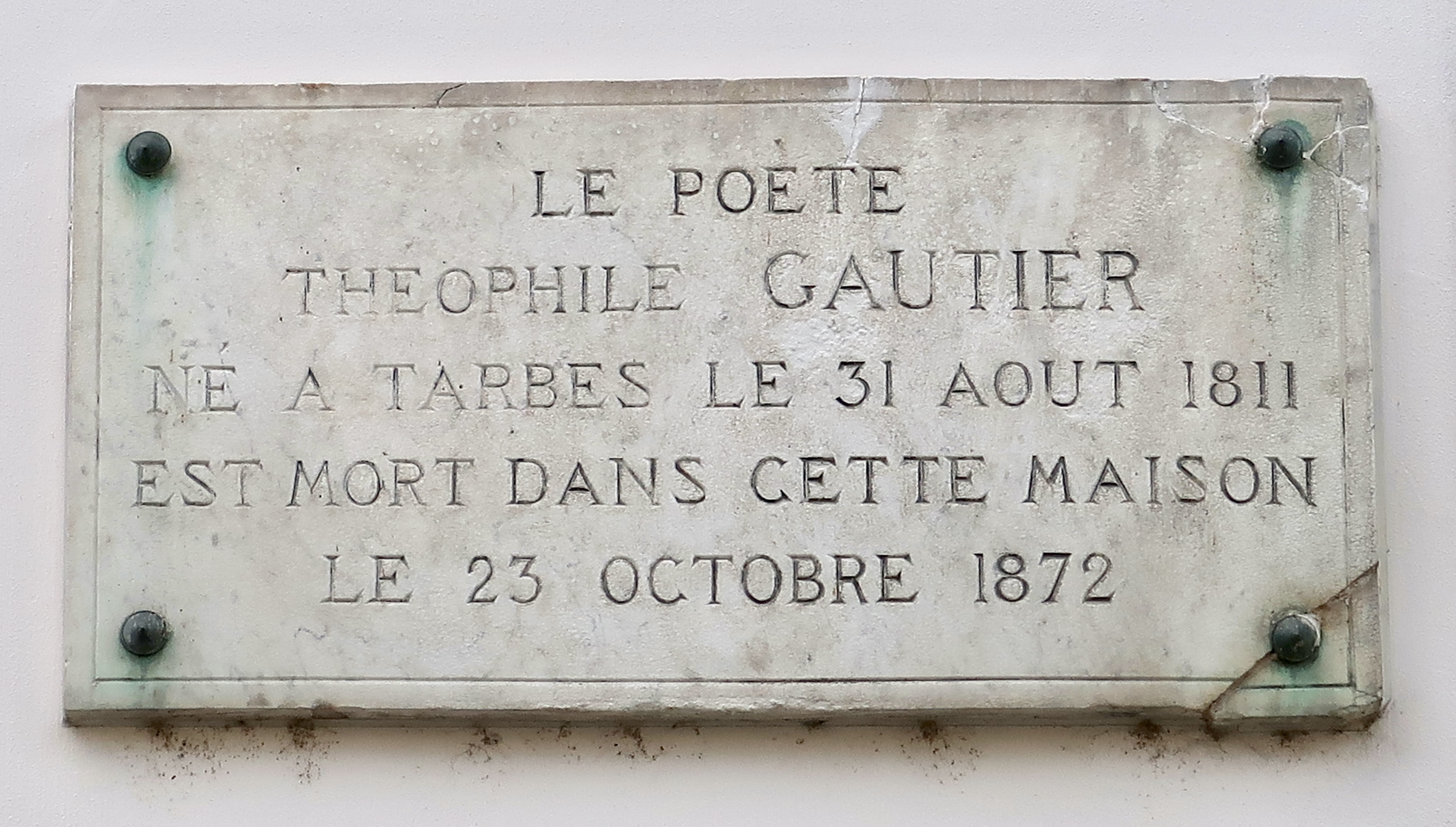
No 32 : plaque.
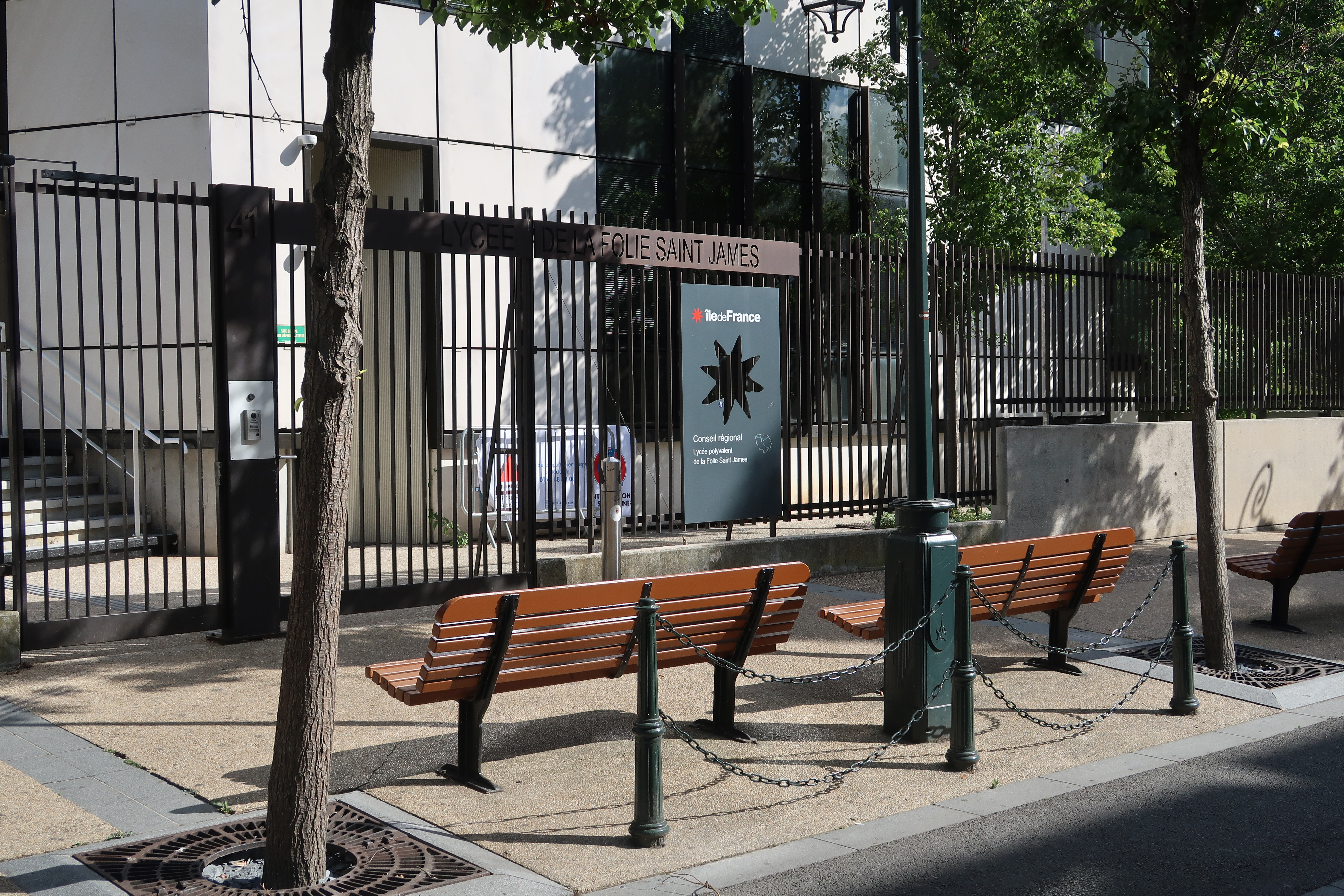
Lycée La Folie Saint James au no 41.
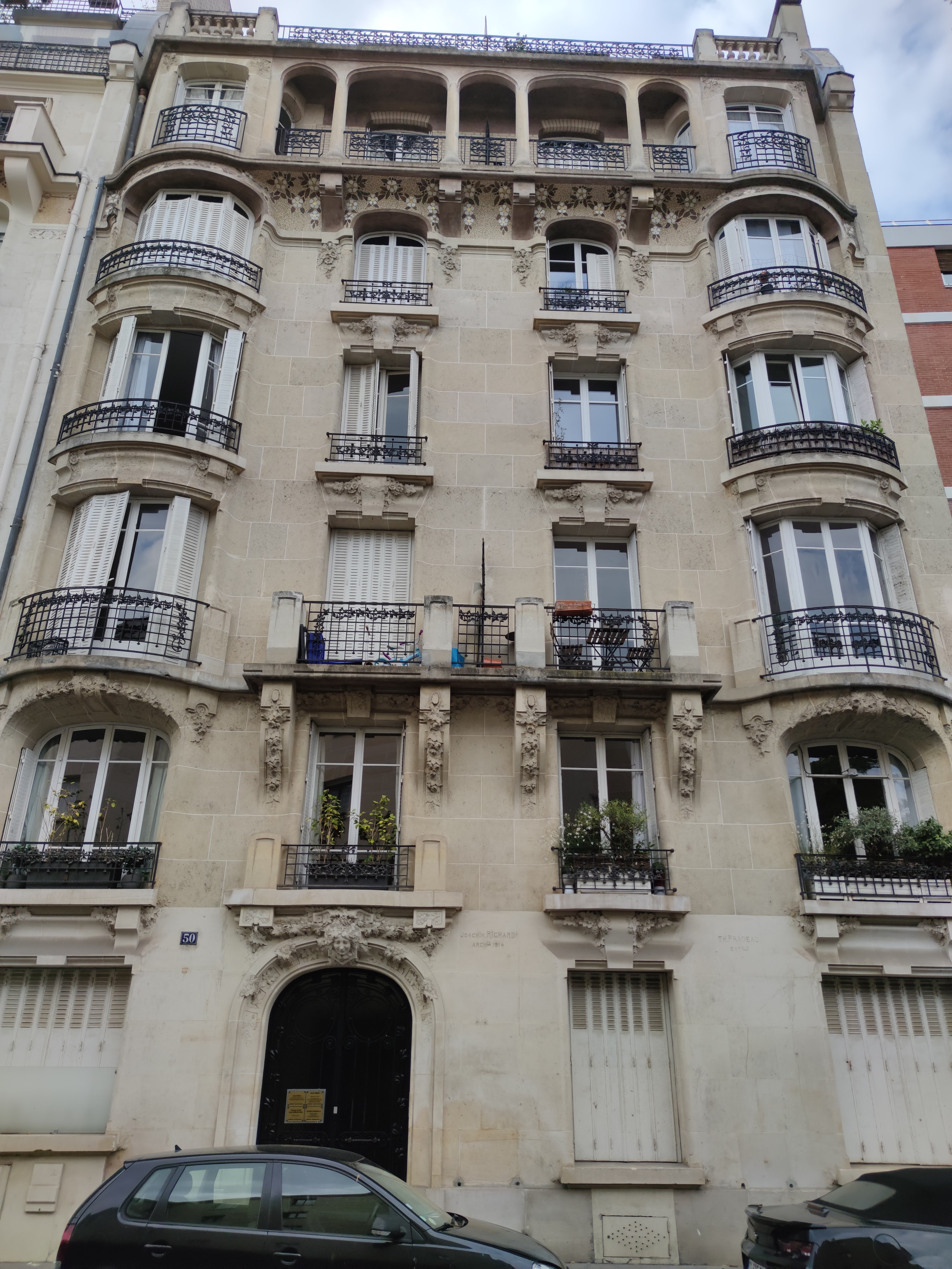
No 50.
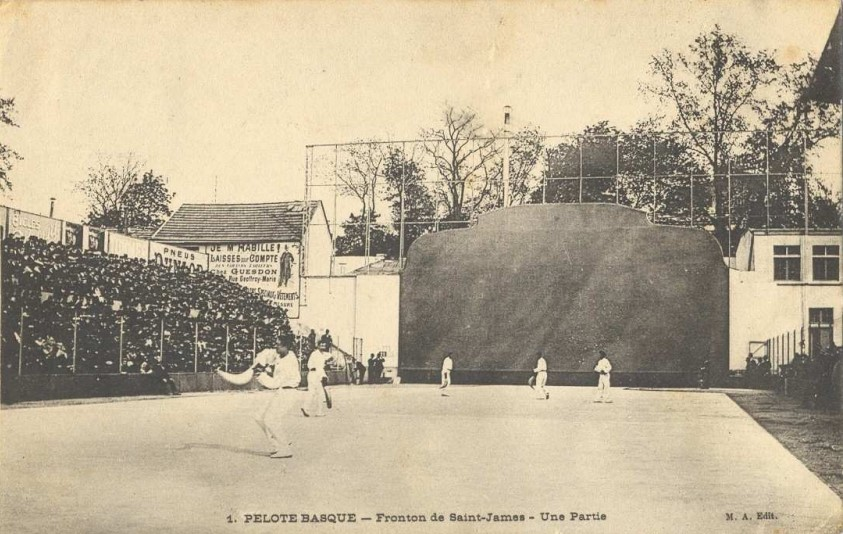
Ancien fronton de pelote basque du Cercle Saint-James au no 54.
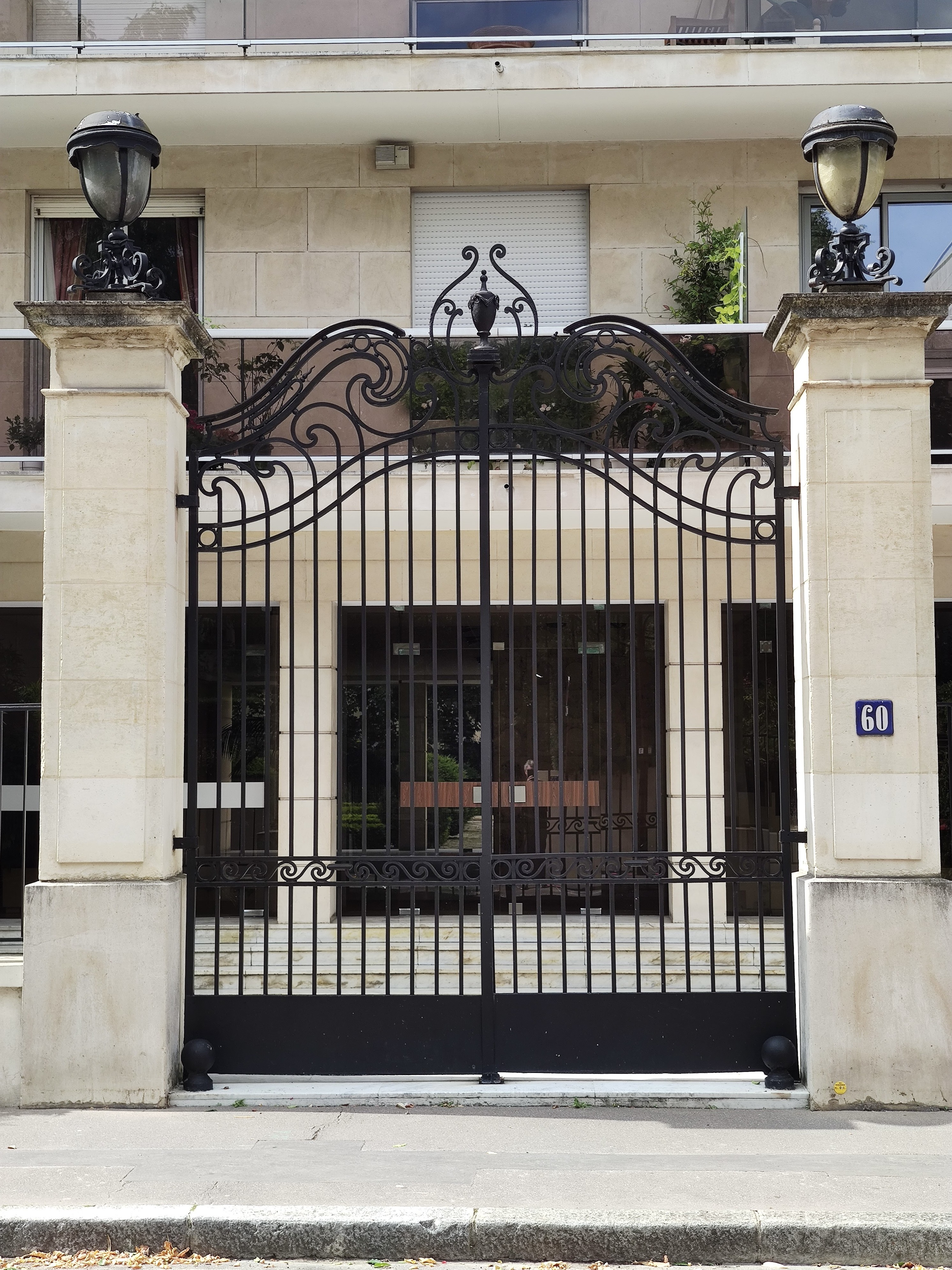
No 60.
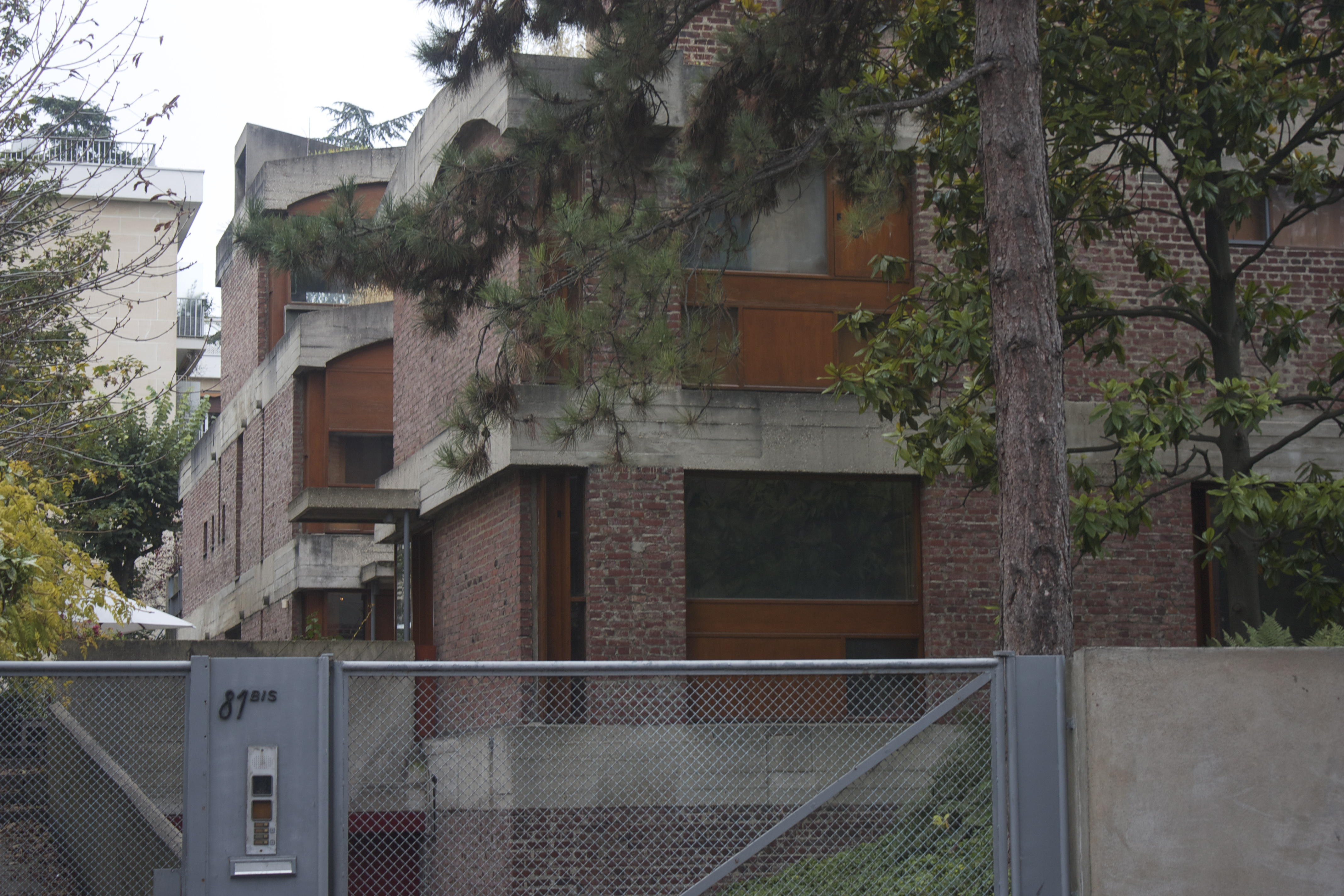
No 81 bis : maisons Jaoul (détail).
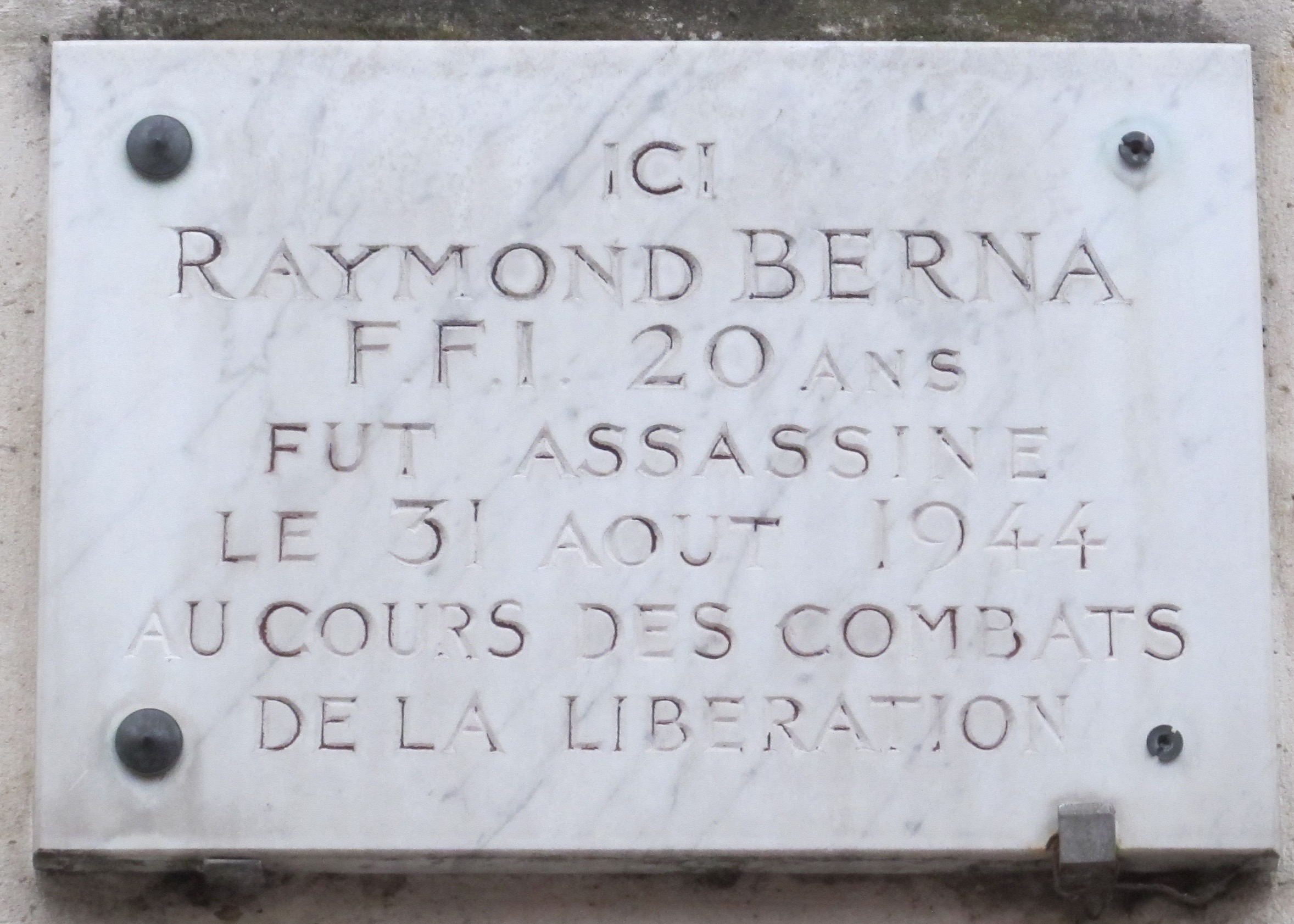
Plaque au no 94 ter.